# Faruk Yiğit
Faruk Yiğit est un footballeur turc né le 15 avril 1966 à Trabzon. Il évoluait au poste d'attaquant.

## Biographie

### En club
Avec le club de Kocaelispor, il joue quatre matchs en Coupe d'Europe des vainqueurs de coupe lors de la saison 1997-1998.

### En équipe nationale
International turc, il reçoit 8 sélections en équipe de Turquie entre 1991 et 1996. 
Il joue son premier match en équipe nationale le 27 février 1991 contre la Yougoslavie et son dernier le 14 août 1996 contre la Moldavie. Le 1er mai 1996, il inscrit un but lors d'un match amical face à l'Ukraine. C'est son seul but en équipe nationale.
Il fait partie du groupe turc lors de l'Euro 1996, sans toutefois disputer de matchs lors de cette compétition.

## Carrière
- 1990-1992 :  Boluspor
- 1992-1997 :  Kocaelispor
- 1998-1999 :  Fenerbahçe SK
- 1999-2000 :  Diyarbakırspor

## Palmarès
Avec Kocaelispor :
- Vainqueur de la coupe de Turquie en 1997